# Olivier Clergeau
Olivier Clergeau (Moulins, 15 giugno 1969) è un ex pentatleta francese.

## Palmarès
In carriera ha conseguito i seguenti risultati:
- Mondiali:

Darmstadt 1993: argento nel pentathlon moderno staffetta a squadre.
Città del Messico 1998: bronzo nel pentathlon moderno staffetta a squadre.
- Europei

Székesfehérvár 1997: argento nel pentathlon moderno staffetta a squadre.
Uppsala 1998: oro nel pentathlon moderno a squadre e staffetta a squadre.
Drzonków 1999: argento nel pentathlon moderno a squadre.
Székesfehérvár 2000: argento nel pentathlon moderno staffetta a squadre.